# 堺市立五箇荘東小学校
堺市立五箇荘東小学校（さかいしりつ ごかしょうひがし しょうがっこう）は、大阪府堺市北区にある公立小学校。

## 沿革
地域の宅地化に伴って堺市立五箇荘小学校の学校規模が過大化したため、同校から分離する形で1977年に創立した。学校開校当初は校舎工事の途中だったため4年生までの児童で開校したが、開校2ヶ月後の1977年6月に5-6年生児童を編入している。
その後1988年には、従来の校区の一部を新設の堺市立新浅香山小学校の校区へ分離している。

### 年表
- 1977年4月1日 - 堺市立五箇荘東小学校として、4年生までの児童で開校。
- 1977年6月1日 - 5・6年生児童を編入。
- 1977年6月20日 - 開校記念式典を実施。この日を創立記念日とする。
- 1988年4月1日 - 堺市立新浅香山小学校開校に伴い校区再編。

## 通学区域
- 堺市北区 北花田町、蔵前町（一部）、船堂町、常磐町2丁（一部）、常磐町3丁、南花田町（一部）

卒業生のほとんどは近くの堺市立五箇荘中学校へ進学する。

## 交通
- Osaka Metro御堂筋線 北花田駅 南東へ約600m。
- 南海バス 北花田2丁バス停。

## 著名な卒業生
- 阪口夢穂 （サッカー選手）